# براد فیتزپاتریک
براد فیتزپاتریک (انگلیسی: Brad Fitzpatrick؛ زادهٔ ۵ فوریهٔ ۱۹۸۰) برنامه‌نویس اهل ایالات متحده آمریکا است. او موسس لایو ژورنال است. وی همچنین برندهٔ جوایزی همچون جایزه متن‌باز اورایلی شده‌است.